# Ihor Hus

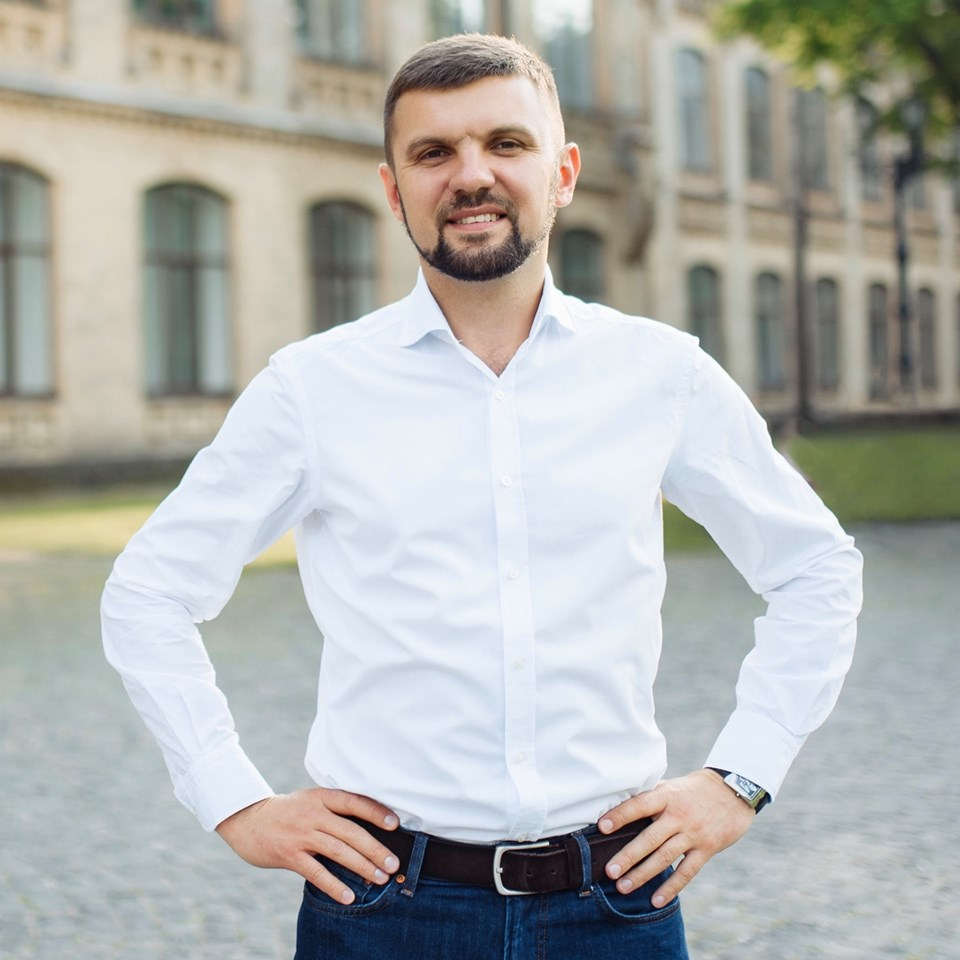
Ihor Hus (2019)

Ihor Wolodymyrowytsch Hus (ukrainisch Ігор Володимирович Гузь; * 11. Januar 1982 in Luzk, Oblast Wolyn, Ukrainische SSR) ist ein ukrainischer parteiloser Politiker, Abgeordneter der 8. und 9. Versammlung der Werchowna Rada, dem ukrainischen Parlament, und Delegierter der Ukraine bei der Schwarzmeer-Wirtschaftskooperation.

## Werdegang
Seine Familie stammt mütterlicherseits aus dem Dorf Swirsche, Chełmer Land, und väterlicherseits aus dem Dorf Smidyn im Rajon Stara Wyschiwka, Wolhynien. Er hat die allgemeinbildende Mittelschule №19 in Luzk abgeschlossen und ist Absolvent der Wolhynischen Staatlichen Lessja-Ukrajinka-Universität, Studiengang Politologie, Lehrer der Politologie.

## Politische Tätigkeiten

### Teilnahme an der Aktion „Ukraine ohne Kutschma“
2001 war er Co-Koordinator der Wolhynischer Abteilung des Komitees Für die Wahrheit!. Am 9. März 2001 nahm er als aktives Mitglied der Aktion Ukraine ohne Kutschma, deren Auslöser der Mord an Heorhij Gongadse war, an dem Angriff auf eine Polizeisperre teil, die zu Kutschmas Sicherheit in der Nähe des Hauptgebäudes der Nationalen Taras-Schewtschenko-Universität Kiew errichtet wurde. Dafür wurde er von der Polizeieinheit „Berkut“ zusammen mit anderen Studenten geschlagen und einige Tage in Untersuchungshaft gesperrt. Nach der Aktion hat Hus ungefähr 10 Befragungen des Sicherheitsdienstes der Ukraine und der Staatsanwaltschaft erlebt.
Am 15. März 2018 forderte er in der Werchowna Rada zusammen mit weiteren Abgeordneten, dass das Parlament eine Resolution zur Rehabilitation von 17 Aktivisten erlässt, die auf Anweisung von Präsident Kutschma verurteilt wurden.

### Aktion „Tschernobyler Weg“ und Inhaftierung in Belarus
Am 26. März 2005 schlossen sich Hus und andere Mitglieder der Nationalen Allianz, die die belarussische Opposition beim Sturz des Lukaschenko-Regimes unterstützten, zusammen mit Hunderten anderer Aktivisten den Protesten an. Schon damals forderten die Demonstranten den Rücktritt des belarussischen Präsidenten und die Freilassung von inhaftierten Mitarbeitern.
Die Protestaktion wurde von der belarussischen Bereitschaftspolizei stark unterdrückt. Ihor und andere Demonstranten wurden verhaftet und in der Untersuchungshaftanstalt in Minsk inhaftiert. Aus Protest traten sie in einen Hungerstreik und wurden erst nach 10 Tagen freigelassen. Auch wegen der Teilnahme an Protestaktionen wurden alle Vertreter der Nationalen Allianz für 5 Jahre aus Belarus deportiert.
Mehr als 10 Jahre später durfte er als Volksvertreter nicht nach Belarus einreisen, um an der Kundgebung „Tschernobyler Weg“ („Чернобыльский шлях“), einem Gedenkmarsch für die Nuklearkatastrophe von Tschernobyl teilzunehmen. Er wurde als Gesinnungshäftling von der Menschenrechtsorganisation Amnesty International anerkannt.

### Arbeit in den kommunalen Selbstverwaltungsorganen
Im März 2002 wurde er zum Abgeordneten des Luzker Stadtrats im Wahlkreis Nr. 44 gewählt. Er war Mitglied einer Kommission, die für Jugend, Bildung und Wissenschaft zuständig war. Im März 2006 wurde er zum Abgeordneten des Wolhynischen Oblastrat auf der Liste des Wahlblocks Unsere Ukraine gewählt. Er war Vorsitzender der ständigen parlamentarischen Kommission für Jugendpolitik, Sport und Tourismus. Von 2007 bis 2011 war er regelmäßiger Berater des Bürgermeisters von Luzk und Leiter der Abteilung für Familien- und Jugendangelegenheiten des Stadtrats von Luzk. Im Oktober 2010 wurde er zum Abgeordneten des Wolhynischen Oblastrats im Einzelwahlkreis Nr. 27 im Rajon Stara Wyschiwka gewählt. Er war Mitglied der Kommission für Haushalt, Finanzen und Preisgestaltung. 2014 wurde er zum stellvertretenden Vorsitzenden des Oblastrats gewählt.

### Aktivitäten während dem Euromaidan
Er war einer der Koordinatoren vom Euromaidan in Luzk. Für die Teilnahme an den Protestaktionen haben die Strafverfolgungsbehörden ein Strafverfahren gegen Ihor Hus wegen Begehung einer Straftat nach Art. 296 Teil 2, 295, 341 Kriminalgesetzbuch der Ukraine, eröffnet. Der Politiker wurde beschuldigt die öffentliche Ordnung gefährdet zu haben sowie der Beschlagnahme staatlicher oder öffentlicher Gebäude oder Strukturen".
Am 25. Dezember 2013 entschied das Bezirksgericht der Stadt Lutsk, Ihor Hus, unter anderem wegen Wegnahme eines Porträts von Wiktor Janukowytsch aus den Räumlichkeiten des Oblastrats von Wolhynien, ein elektronisches Armband und einen 60-tägige Hausarrest aufzuerlegen, um die Bewegung des Verdächtigen zu kontrollieren. Aber am 30. Dezember 2013 entschied das Berufungsgericht des Oblast Wolyn über die Minderung den Verhinderungsmaßnahmen gegen den Verdächtigen.

### Teilnahme an den Parlamentswahlen
Bei den Parlamentswahlen 2012 war er Kandidat der Batkivshchyna-Partei im Einzelwahlkreis Nr. 21 (Bezirke Kowel, Kowelskyj, Ratniwskyj, Starovyzhivskyj, Shatsky) und gewann mehr als 36,39 % der Stimmen, wobei er weniger als ein Prozent gegen Stepan Iwakhiw verlor.
Bei den Parlamentswahlen 2014 kandidierte er im Einzelwahlkreis Nr. 19 der Volksfront (Nowowolynsk, Wolodymyr, Rajon Wolodymyr, Iwanytschi, Ljuboml) und gewann mit 30,69 % (27.243) Stimmen.
2019 kandidierte er für die Nachwahlen zur Werchowna Rada im Wahlkreis Nr. 19 als Selbstnominierter. Nach den Abstimmungsergebnissen der Landtagswahlkommission hat der derzeitige Volksabgeordnete 217 Wahllokale (97,7 %) von 222 gewonnen. Das Abstimmungsergebnis ergab eine Unterstützung von 59,69 %. 41 106 Wähler gaben Stimmen für ihn ab.

### Verhinderte politische Tätigkeit im Ausland
Am 25. Mai 2016 durfte der Volksabgeordnete nicht nach Transnistrien einreisen, um sich dort mit der ukrainischen Diaspora zu treffen.

### Tätigkeit in der Werchowna Rada
Während seiner Arbeit in der Werchowna Rada der 8. Einberufung nahm Ihor Hus an den Sitzungen teil, nahm aber an den unpersönlichen Abstimmungen gesinnungsmäßig nicht teil. Er ist stellvertretender Vorsitzender des Ausschusses für die Organisation der Staatsmacht, der kommunalen Selbstverwaltung, der regionalen Entwicklung und des Stadtbaus in der Werchowna Rada der Ukraine der 9. Einberufung und gehört seit dem 29. August 2019 der Abgeordneten-Gruppe „Für die Zukunft“ an.

## Initiativen
Er initiierte 2007 das gesamtukrainische Banderstat-Festival. Heute ist dies eine etablierte dreitägige Musikveranstaltung mit internationalen Gästen. Im Jahr 2017 initiierte er das zweitägige historische und kulturelle Festival Knyazhyj im Dorf Saritschtschja im Rajon Wolodymyr zur Belebung des Tourismus in der Region und zur Förderung von Musik und Literatur. 2017 wurde auf seine Initiative hin in Polesien/Wolhynien der Cross-Triathlon-Wettbewerb Polissia Challenge Cup 2017 mit Teilnehmern aus der gesamten Ukraine gestartet. Im Jahr 2019 wird die ukrainische Cross-Triathlon-Meisterschaft zum dritten Mal ausgetragen.

## Auszeichnungen
Ausgezeichnet durch das Ministerkabinett der Ukraine für besondere Leistungen der Jugend beim Aufbau der Ukraine (2005).